# Inhułeć Petrowe
Futbolnyj kłub „Inhułeć” Petrowe (ukr. Футбольний клуб «Інгулець» Петрове) – ukraiński klub piłkarski, mający siedzibę w miasteczku Petrowe w obwodzie kirowohradzkim. Założony w roku 2013 jako AF Pjatychatśka Wołodymyriwka.
Obecnie występuje w Persza-liha.

## Historia
Chronologia nazw:
- 2013–01.2015: AF Pjatychatśka Wołodymyriwka (ukr. «Агрофірма П'ятихатська» Володимирівка)
- 02.2015–...: Inhułeć Petrowe (ukr. «Інгулець» Петрове)

Wiosną 2013 z inicjatywy Ołeksandra Poworozniuka, Prezesa agrofirmy Pjatychatśka w Wołodymyriwce, powstał klub piłkarski o nazwie AF Pjatychatśka Wołodymyriwka.
W 2013 zespół został wicemistrzem obwodu kirowohradzkiego. W 2014 roku zdobył wiele trofeów, m.in. mistrzostwo, Puchar i Superpuchar obwodu kirowohradzkiego. W 2014 klub debiutował w rozgrywkach Amatorskiej ligi Ukrainy, w której został wicemistrzem. Również w 2014 zdobył Amatorski Puchar Ukrainy.
W lutym 2015 przeniósł się do miasteczka Petrowe i zmienił nazwę na Inhułeć Petrowe. Też klub ogłosił o przystąpieniu do rozgrywek profesjonalnych w Drugiej Lidze.
W 2019 roku klub dotarł do finału Pucharu Ukrainy, w którym przegrał z Szachtarem Donieck 0:4.

## Sukcesy

### Trofea międzynarodowe
Nie uczestniczył w rozgrywkach europejskich (stan na 31-05-2015).

### Trofea krajowe
| \| \| Zdobyte trofea w rozgrywkach Ukrainy (stan na: 31-05-2015) \| |                                                            |      |           |
| Rozgrywki                                                           | Osiągnięcie                                                | Razy | Sezon(y)  |
| · Mistrzostwo                                                       | I miejsce                                                  | 0    |           |
| · Mistrzostwo                                                       | II miejsce                                                 | 0    |           |
| · Mistrzostwo                                                       | III miejsce                                                | 0    |           |
| Puchar                                                              | zdobywca                                                   | 0    |           |
| Puchar                                                              | finalista                                                  | 1    | 2018/2019 |
| Puchar                                                              | 1/16 finału                                                | 1    | 2015/16   |
| II liga                                                             | I miejsce                                                  | 0    |           |
| II liga                                                             | II miejsce                                                 | 0    |           |
| II liga                                                             | III miejsce                                                | 0    |           |
| Ukraina                                                             | Zdobyte trofea w rozgrywkach Ukrainy (stan na: 31-05-2015) |      |           |

- Amatorska liga Ukrainy:
  - wicemistrz: 2014
- Amatorski Puchar Ukrainy:
  - zdobywca: 2014
- Mistrzostwo obwodu kirowohradzkiego:
  - mistrz: 2014
  - wicemistrz: 2013
- Puchar obwodu kirowohradzkiego:
  - zdobywca: 2014
- Superpuchar obwodu kirowohradzkiego:
  - zdobywca: 2013

### Inne trofea
- Puchar gubernatora obwodu dniepropetrowskiego:
  - zdobywca: 2013
- Puchar Regionów UEFA:
  - faza grupowa: 2015

## Stadion
Klub rozgrywa swoje mecze domowe na stadionie Inhułeć w Petrowem, który może pomieścić 1,500 widzów.

## Piłkarze
Znani piłkarze:
- Roman Kretow
- Roman Trawkin
- Ołeksij Tymczenko

## Trenerzy
- 2014:  Jurij Kiewlicz
- 2015–22.04.2015:  Rusłan Perewezij
- 23.04.2015–01.11.2015:  Wiktor Bohatyr
- 12.11.2015–31.08.2016:  Eduard Chawrow
- 31.08.2016–...:  Serhij Ławrynenko